# Прес кулінарний

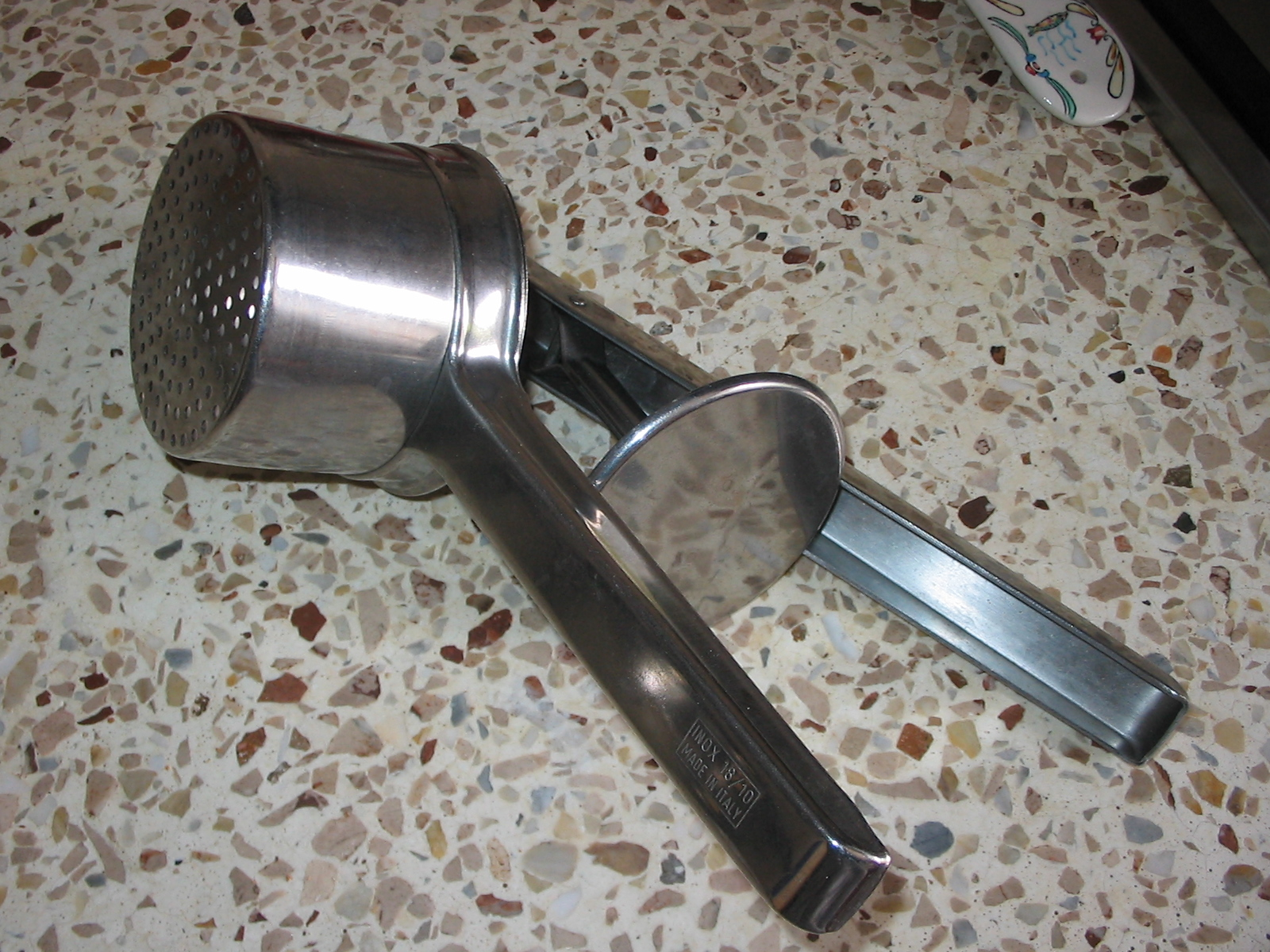
Прес кулінарний ручний

Куліна́рний прес — пристрій, виготовлений із металу, пластмаси чи дерева; для подрібнення підготовлених овочів, фруктів, сиру, фаршів, паст. Складається із циліндра з отворами, в який поміщають масу для подрібнення та поршня з важелем, за допомогою якого продавлюють масу крізь отвори.